# Ambaixadors d'Andorra a Espanya
L'Ambaixador d'Andorra té la seva residència a Madrid. També és el Coordinador Nacional de la Cimera Iberoamericana. Coordina les Relacions entre Andorra i Espanya.

## Llista dels caps de missió[1]
| De                    | Fins               | Ambaixador                   | observació | Llista dels caps de Govern d'Andorra | President del Govern d'Espanya |
| --------------------- | ------------------ | ---------------------------- | --- | ------------------------------------ | ------------------------------ |
| 14 setembre 1994      | 15 octubre 1998    | Pere Altimir Pintat          | Decret de 7-6-94 pel qual es nomena el Sr. Pere Altimir Pintat, Ambaixador del Principat d'Andorra al Regne d'Espanya.,,, 13-9-1994 ] El primer ambaixador d´Andorra davant el regne d´Espanya, Pere Altimir Pintat, presenta les cartes credencials al rei Joan Carles.                                                                           | Marc Forné Molné                     | Felipe González                |
| 1998                  |                    | Juli Minoves Triquell        | fins al 1998, moment en què és nomenat ambaixador al Regne d'Espanya, amb residència a Madrid, i no-resident al Regne Unit de la Gran Bretanya, a Suïssa, a Finlàndia, i ambaixador observador a l'Organització Mundial del Comerç. | Marc Forné Molné                     | José María Aznar               |
| 2002                  | 19 novembre 2007   | Vicenç Mateu Zamora          | 19 novembre 2007 va ser ambaixador a París. | Marc Forné Molné                     | José María Aznar               |
| 2007                  | 10 juny 2009       | Xavier Espot Miró            | Ambaixador amb acreditació al Principat de Liechtenstein, la Confederació Helvètica, al Principat de Mònaco, al Regne d'Espanya i a l'Oficina de les Nacions Unides i a les altres organitzacions internacionals a Ginebra. | Albert Pintat                        | José Luis Rodríguez Zapatero   |
| 9 desembre 2009       | 10 agost 2011      | Manuel María Pujadas Domingo | | Jaume Bartumeu                       | José Luis Rodríguez Zapatero   |
| 10 gener 2012         | 31 d'agost de 2019 | Jaume Gaytán Sansa           | (* 1959) El 1994 ha estat Ministre d'Economia. De 2005 a 2009 i de 2009 a 2011 ha estat director general. En el Consell General ha estat vicepresident del Comitè de Finances i el Comitè d'Afers Exteriors. 2001 va ser charge d assumptes a Londres, de 2008 a 2009 va ser ambaixador a Lisboa i acreditated com a primer ambaixador de Estònia. | Antoni Martí                         | Mariano Rajoy                  |
| 1 de setembre de 2019 |                    | Vicenç Mateu Zamora          | | Xavier Espot Zamora                  | Pedro Sánchez                  |

## Galeria d'imatges

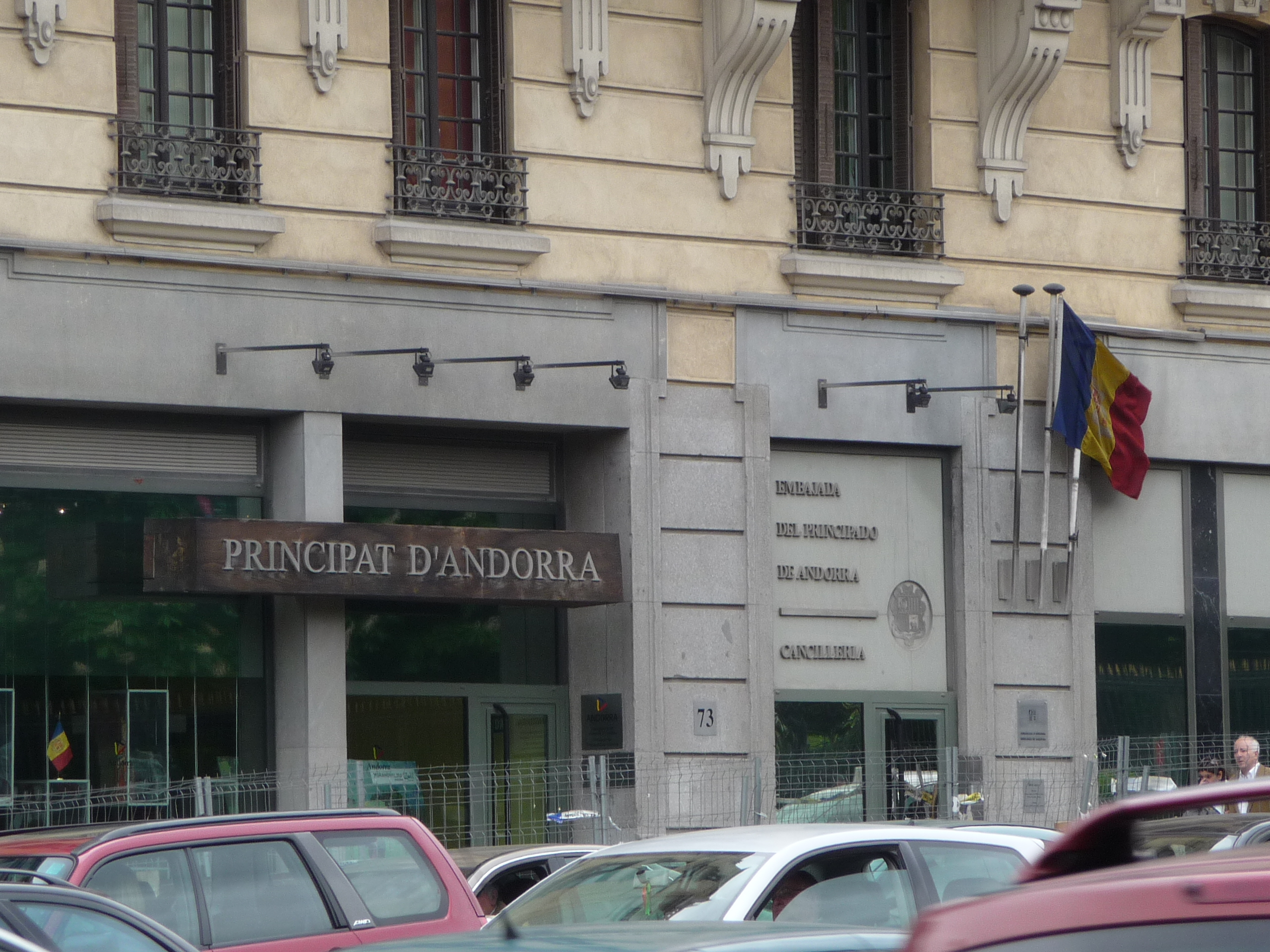
Ambaixada d'Andorra a Madrid
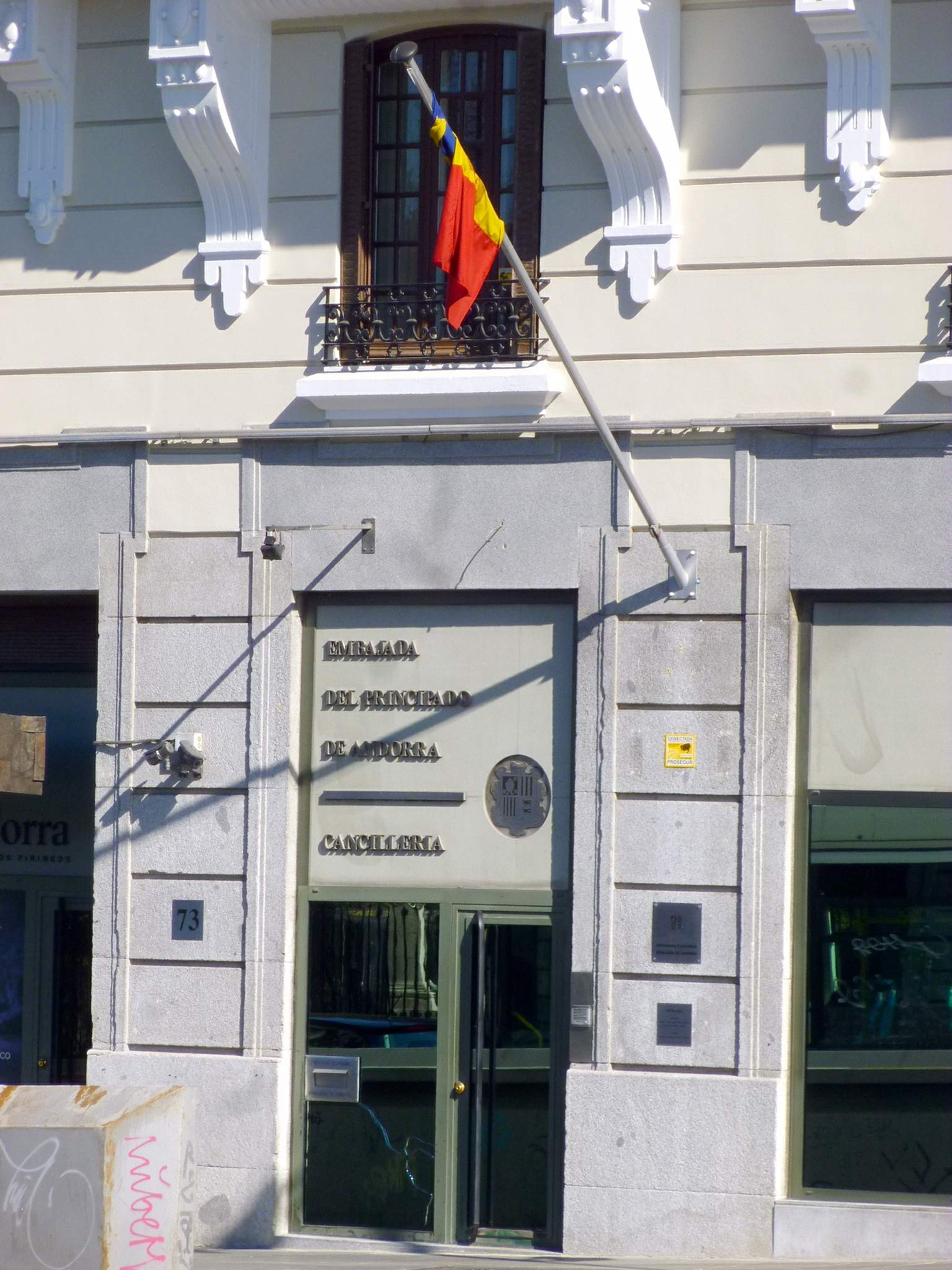
Ambaixada d'Andorra a Madrid